# Neolitsea lunglingensis
Neolitsea lunglingensis là loài thực vật có hoa trong họ Nguyệt quế. Loài này được H.W. Li miêu tả khoa học đầu tiên năm 1978.